# Steckschloss

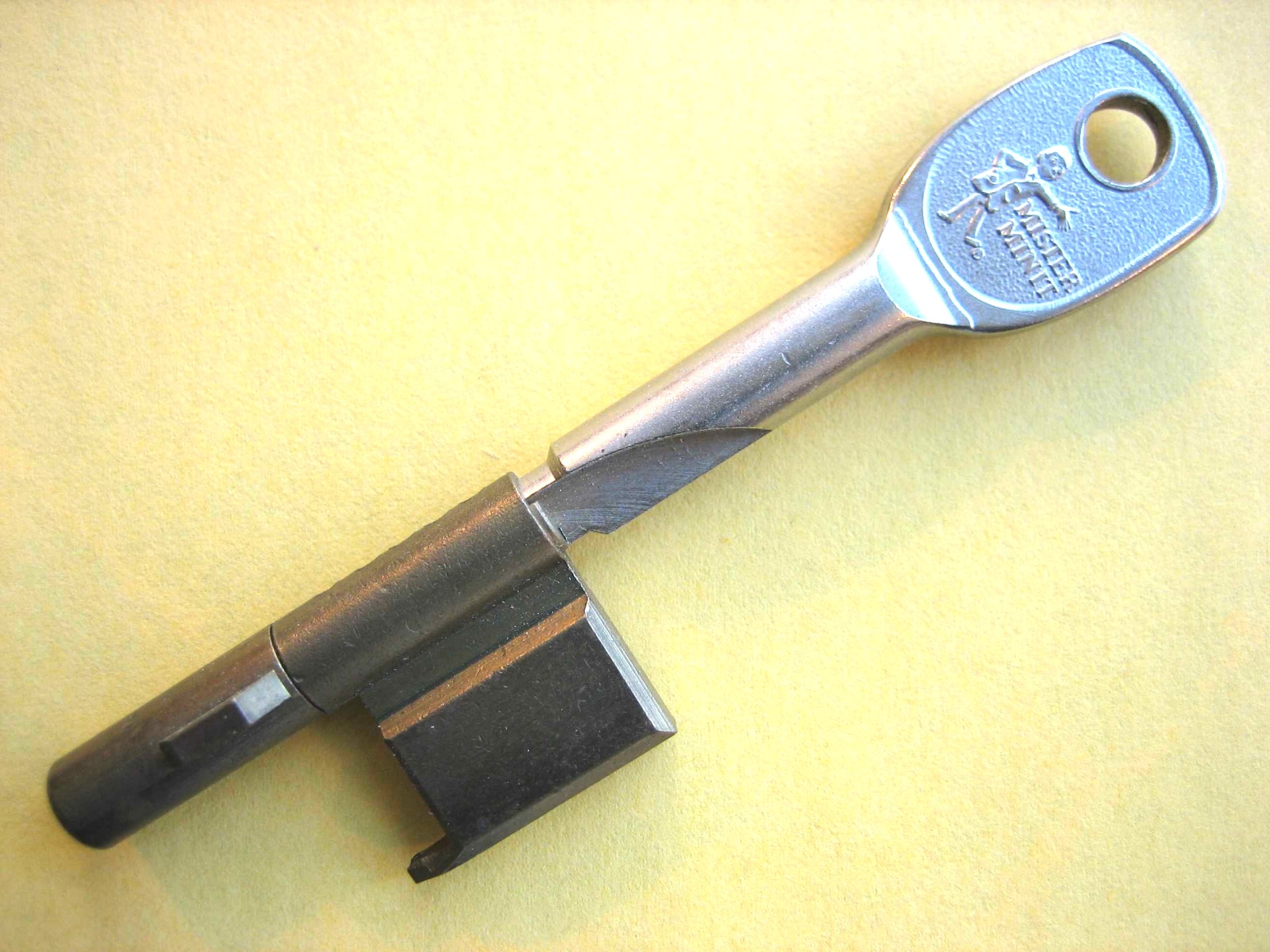
Steckschloss in gesperrtem Zustand

Ein Steckschloss (auch Schlüssellochsperrer oder Kobold) ist ein kleiner Schließzylinder, der vorwiegend die Sicherheit von Buntbartschlössern erhöht. Kleine Ausführungen des Steckschlosses können für Möbelschlösser verwendet werden, spezielle Modelle auch für Anhängerkupplungen und Ähnliches.
Buntbartschlösser bieten nach heutigem Maßstab unzureichende Sicherheit, da sie sich mit einfachstem Sperrwerkzeug öffnen lassen. Sie werden heute fast ausschließlich als Einsteckschloss in Zimmertüren angewendet und finden sich nur noch selten in Haus- und Wohnungstüren oder öffentlichen Gebäuden. Durch den Einsatz eines Steckschlosses lässt sich das unberechtigte Öffnen von Buntbartschlössern erschweren. Weiterhin kann prinzipiell berechtigten Personen (die über einen Schlüssel verfügen) die Betätigung temporär verwehrt werden. Im eingebauten Zustand verhindert das Steckschloss hier, dass das Buntbartschloss mit dem vorgesehenen Schlüssel geöffnet oder verschlossen werden kann.

## Anwendung
Zur Anwendung wird das Steckschloss in den Schließkanal des Buntbartschlosses eingeführt und verschlossen. Es verbleibt dort und verhindert wie ein Stopfen beidseitig das Einführen von Schlüsseln oder Sperrwerkzeug. Somit kann das mit dem Steckschloss gesicherte Schloss nicht mehr einfach geöffnet oder verschlossen werden.
Die Sicherheit eines Schlosses mit Profilzylinder wird von mit Steckschlössern gesicherten Buntbartschlössern nicht erreicht. Das liegt primär an den großen Fertigungstoleranzen der Steckschlösser, die das Nachschließen begünstigen. Hinzu kommt, dass sich Steckschlösser oft auf einfache Weise gewaltsam entfernen lassen oder die Blockade des Schließkanals mithilfe von besonders dünnem Sperrwerkzeug umgangen werden kann.

## Technik
Im offenen Zustand fluchtet die Schließnase (hinterer Teil) mit dem Körper (vorderer Teil) des Zylinders und ermöglicht so das Einführen in den Schließkanal des Buntbartschlosses. Nachdem das Steckschloss eingeführt wurde, wird der Schlüssel gedreht. Dadurch verdreht sich die Schließnase gegen den Körper des Steckschlosses und greift in den Kasten des Buntbartschlosses ein. Da der Schlosskörper im Schließkanal nicht gedreht werden kann, verhindert die ausgeklappte Schließnase im verschlossenen Zustand effektiv das Entfernen.
Der gewöhnlich recht lange Schlüssel dient beim Einbau als Montagehilfe, da sich das Steckschloss im montierten Zustand geschützt im Inneren des Schließkanals befindet; er kann nur im verschlossenen Zustand entfernt werden.
Steckschlösser werden meist aus Messing gefertigt.

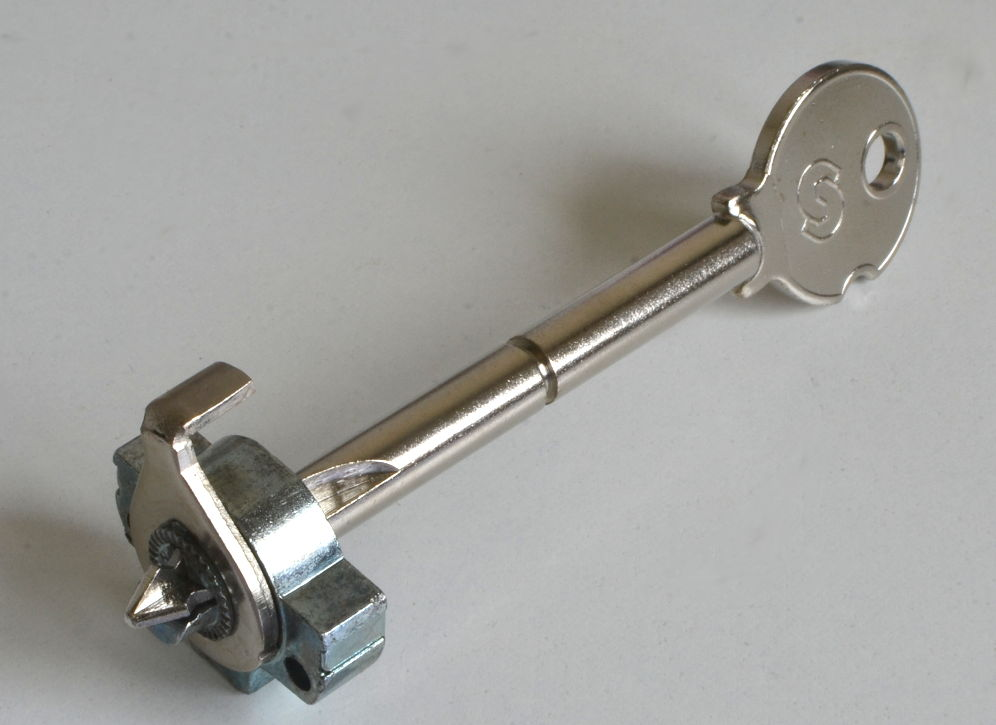
Einbausicherung mit eingestecktem Kreuzbartschlüssel – die nach oben weisende Schließnase bedient den Mechanismus des Buntbartschlosses

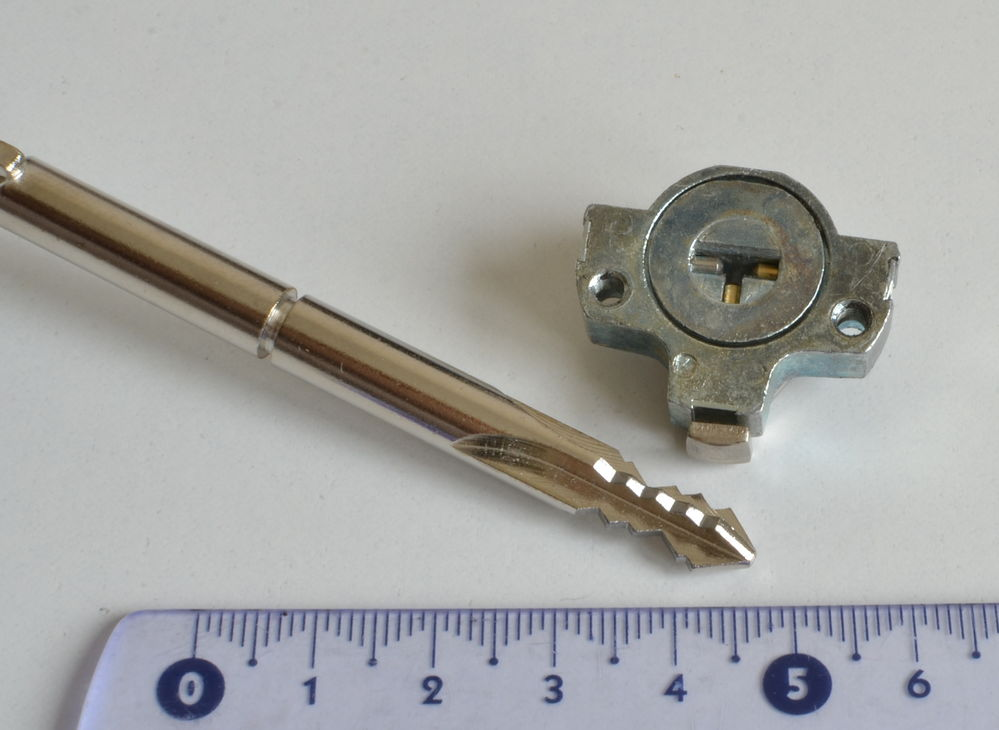
Einbausicherung mit zugehörigem Schlüssel – sichtbar sind die zwei Bohrungen zur Aufnahme der Schrauben, mit denen die Einbausicherung im Einsteckschloss befestigt wird

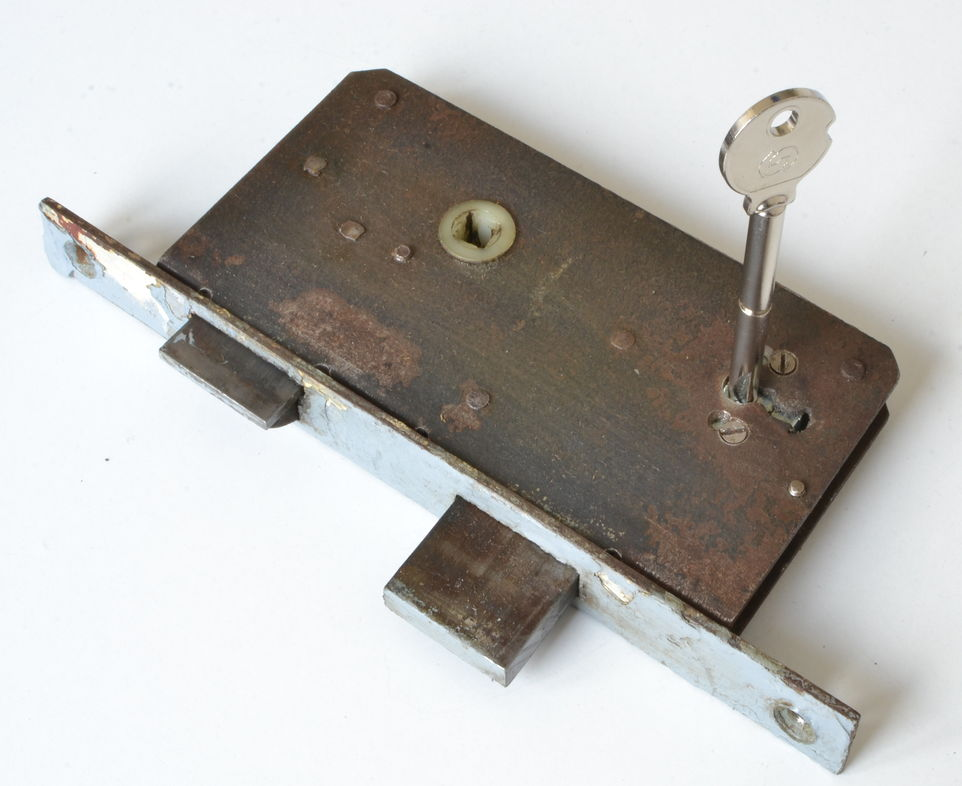
Einsteckschloss mit montierter Einbausicherung

## Einbausicherung
Während ein Steckschloss zunächst mithilfe eines zweiten Schlüssels entfernt werden muss, bevor das Buntbartschloss mit dem Originalschlüssel geöffnet werden kann, betätigt der Schlüssel einer Einbausicherung zugleich auch den Mechanismus des Buntbartschlosses.
Die Einbausicherung braucht also nach dem Einbau nicht mehr entfernt zu werden. Sie verbleibt dauerhaft im Buntbartschloss, und der zu ihr passende Schlüssel ersetzt den ursprünglichen Schlüssel des Buntbartschlosses. Durch die eingeschränkte nutzbare Länge passen nur zwei Kernstifte auf einem Schlüsselbart in die Schlossmechanik. Um die Sicherheit einer Codierung mit sechs Kernstiften zu gewährleisten, werden Kreuzbartschlüssel eingesetzt, die über drei Bärte verfügen.
Einbausicherungen waren vor der Wende insbesondere im Gebiet der fünf neuen Bundesländer sehr verbreitet, da dort auch viele Haus- und Wohnungstüren noch als Buntbartschlösser ausgeführt waren.  
Viele Einsteckschlösser werden bereits mit den zwei kleinen Bohrungen rechts und links des Schlüssellochs ausgeliefert, die zur Montage der Einbausicherung erforderlich sind.
Ein bereits installiertes Einsteckschloss muss wieder ausgebaut und geöffnet werden, um die Einbausicherung zu montieren. Die Montage dauert oft kaum länger als fünf Minuten.
Der Vorteil einer Einbausicherung ist, dass das Schloss und auch die sonstigen Beschläge (z. B. eine Drückergarnitur) nicht ausgewechselt werden müssen. So lassen sich aufwendige Veränderungen an der Tür vermeiden, wenn kein in Form und Größe passendes Ersatzschloss (mehr) erhältlich ist. Dies kann auch in der Denkmalpflege interessant sein, wenn historische Schlösser erhalten, aber an heutige Sicherheitsansprüche angepasst werden sollen: Die beiden Bohrungen zur Befestigung im Schloss sind keine eingreifende Veränderung, im Zweifelsfalle kann die Einbausicherung auch leicht wieder ausgebaut und so der ursprüngliche Zustand wiederhergestellt werden.